# José María Arroyo Bermúdez
José María Arroyo Bermúdez (Lepe, 5 de mayo de 1809 -ibídem, septiembre de 1886) fue un acaudalado político español que ocupó los cargos de diputado provincial (en numerosas ocasiones) y senador.

## Reseña Biográfica
Se inició en la política provincial onubense de la mano del Partido Progresista, llegando a ser presidente interino de la Diputación en 1843. Con el inicio de la década moderada en 1844 se vio forzado al exilio, primero en Portugal y luego en Gibraltar. En las elecciones generales de España de agosto de 1872 fue elegido senador por la provincia de Huelva. Tras la renuncia al trono de Amadeo de Saboya, ingresó en el campo republicano, siguiendo la línea política de Manuel Ruiz Zorrilla. Falleció en su localidad natal a comienzos de septiembre de 1886.